# Seyðisfjörður
Seyðisfjörður (dansk: Sejdisfjord) er en by med ca. 800 indbyggere beliggende på det østlige Island. Den 17 km lange Seyðisfjörður bugter sig fra det yderste næs til byen Seyðisfjörður.
Hovederhvervene er fiskeri, metalproduktion og turisme.
Seyðisfjörður er havn for passager- og bilfærgen Norröna, der siden 1980 har forbundet Island med Færøerne og Danmark. Den lægger til kaj i Seyðisfjörður hver torsdag i sommerperioden og hver tirsdag i vinterperioden. Om vinteren sejler færgen også, men der er kun få turister og derfor kun behov for en besætning på 20-25. I vintersæsonen ændres færgen til at være en Ro-Ro færge, som også medtager passagerer og biler. Fra 13.06 til 24.08) er der afrejse direkte fra Danmark til Island tirsdag. Det er også en afgang til Island lørdag, men her med 3 dages stop-over på Færøerne. I lav- og mellemsæson (07.01-07.06 og 26.08-13.12) er afrejsen fra Danmark lørdag.
Som mange andre af Islands handelspladser kan stedets oprindelse føres tilbage til danske købmænd, som etablerede sig her i midten af 1800-tallet. Den største betydning for byens udvikling havde det norske sildeeventyr i perioden 1870-1900. Nordmændene byggede flere sildesalterier, boliger, forretninger og offentlige bygninger. Mange af husene er bevaret i nutiden og giver Seyðisfjörður et historisk præg. Seyðisfjörður fik sine købstadsrettigheder i 1895.
Seyðisfjörður var under 2. verdenskrig en vigtig flådehavn for de Allierede.
Byen var Islands første by som fik elektricitet. Derfor har byen også et elektricitetsmuseum.

## Turisme
I den lille dal i nærheden af byen kaster elven Fjarðará flere vandfald ned i Lónið – Lagunen inderst i fjorden. Mod nordvest langs elven går hovedvejen over fjeldområdet Fjarðarheiði, der er en af Islands mest storslåede udsigtsveje.
Byen har et kulturcenter, hvor turisterne kan få et indblik i områdets historie og kultur. Der er hele året udstillinger af lokale og udenlandske kunstnere. I huset er der netkafé, bistro og faciliteter for kunstnere med lejligheder og atelier.
Lidt uden for byen i naturskønne omgivelser ligger Fjarðarsel elværk, som er Nordens ældste kraftværk for vekselstrøm. Værket, der blev opført i 1913, producerer stadig strøm og står næsten, som da det blev bygget. Elværket og udstillingen om elværkets historie er åbne for besøg.

## Billedgalleri
- Seyðisfjörður
- Seyðisfjörður kirke
- Seyðisfjörður og Norröna
- Seyðisfjörður
- Seyðisfjörður (1889)